# Onzain
Onzain is een plaats en voormalige gemeente in het Franse departement Loir-et-Cher in de regio Centre-Val de Loire en telt 3141 inwoners (1999). De plaats maakt deel uit van het arrondissement Blois.

## Geschiedenis
Onzain maakte deel uit van het kanton Herbault totdat dit op 22 maart 2015 werd opgeheven. Samen met een aantal gemeenten van het kanton Blois werd een nieuw kanton gevormd waarvan Onzain, aangezien het de meeste inwoners had, de hoofdplaats werd. Op 1 januari 2017 fuseerde de gemeente met Veuves tot de commune nouvelle Veuzain-sur-Loire. Ook hiervan werd Onzain de hoofdplaats. De fusiegemeente geldt nu als de hoofdplaats van het kanton Onzain.

## Geografie
De oppervlakte van Onzain bedraagt 29,9 km², de bevolkingsdichtheid is 105,1 inwoners per km².
De onderstaande kaart toont de ligging van Onzain met de belangrijkste infrastructuur en aangrenzende gemeenten.

## Demografie
Onderstaande figuur toont het verloop van het inwonertal (bron: INSEE-tellingen).